# Дикранум ложный
Дикранум ложный (лат. Dicranum spurium) — вид листостебельных мхов семейства Дикрановые (Dicranaceae).

## Описание
Растение средних размеров, слабо-блестящее, ложнооднодомное. Дерновинки густые, жёлто-зелёные или желтовато-бурые.

## Распространение
Вид распространён в арктическом и альпийском поясах в Европе и Северной Америке. Растёт вокруг деревьев в сосновых лесах на почве, среди камней или перегноя в влажных местах, иногда на болотах с умеренной кислотностью.

## Таксономия
Dicranum spurium Hedw., 1801, Sp. Musc. Frond. 141.

### Синонимы
- Cecalyphum longirostratum P. Beauv.
- Dicranum brachycaulon Kindb.
- Oncophorus fragilis Brid.